# 农博恩
农博恩是德国莱茵兰-普法尔茨州的一个市镇。总面积4.00平方公里，总人口725人，其中男性343人，女性382人（2011年12月31日），人口密度181人/平方公里。